# Stefanie Sun
Stefanie Sun (Lingua cinese= tradizionale=孫燕姿/ semplificato=孙燕姿, Pinyin=Sūn Yànzī, dialetto teochew= Sng Yì-che/Sng Ee Tze) (Singapore, 1978) è una cantante singaporiana, molto popolare in tutta l'Asia.

## Biografia
Ha studiato alla St Margaret's Secondary School, alla Raffles Girls' School e marketing al Saint Andrew's Junior College.
Canta in inglese, in mandarino e vari dialetti cinesi.

## Discografia parziale

### Album in studio
- 2000 - Yan Zi
- 2000 - My Desired Happiness
- 2001 - Kite
- 2002 - Start
- 2002 - Leave
- 2003 - To Be Continued...
- 2004 - Stefanie
- 2005 - Amphibian
- 2005 - A Perfect Day
- 2007 - Against the Light
- 2011 - It's Time
- 2014 - Kepler
- 2017 - No. 13 – A Dancing Van Gogh

### Raccolte
- 2003 - The Moment
- 2006 - My Story, Your Song

## Riconoscimenti
1st Global Chinese Music Awards
- 2001 - Top 20 Songs per My Desired Happiness (我要的幸福)

Channel V Music Awards (Pechino)
- 2000 - Best Newcomer
- 2000 - Song of the Year

China Music Awards
- 2000 - Best Newcomer
- 2000 - Best Female Vocal

Global Chinese Music Awards
- 2002 - Most Popular Female Singer
- 2002 - Outstanding Singer Singapore
- 2002 - Best Album
- 2002 - Top 20 Songs for "我不爱"
- 2003 - Outstanding Singer Singapore
- 2003 - Most Popular Female Singer
- 2003 - Best Album per 未完成
- 2003 - Top 20 Songs per Mystical (神奇)
- 2004 - Outstanding Singer Singapore
- 2004 - Most Popular Female Singer
- 2004 - Top 20 Songs per 遇见
- 2005 - Top 5 Popular Female Singers
- 2006 - Outstanding Singer (Singapore)
- 2006 - Top 5 Popular Female Singers
- 2006 - Most Popular Female Singer
- 2006 - Top 20 Songs per A Perfect Day (完美的一天)

Golden Melody Awards (Taiwan)
- 2001 - Best Newcomer
- 2005 - Best Female Mandarin Singer

Golden Melody Awards (Malaysia)
- 2001 - "Hong Ren" of the year (Gold)

Hong Kong's Radio Station
- 2000 - Most Promising Artiste

Ming Sheng Bao Top 10 Stars
- 2000 - Most Promising Artiste

MTV Asia Awards
- 2002 - Singapore Most Popular Singer
- 2003 - Singapore Most Popular Singer
- 2004 - Singapore Most Popular Singer
- 2005 - Singapore Most Popular Singer

MTV Chinese
- 2001 - Top 10 Most Popular Artist

MTV Video Music Awards Japan
- 2005 - Best buzz ASIA from Taiwan

Singapore Hit Awards
- 2000 - Most Promising Artiste
- 2001 - Best Local Artist
- 2001 - Best New Act (Gold)
- 2002 - Most Popular Female Artiste
- 2002 - Best-Selling Female Artiste
- 2002 - Best Local Artiste
- 2003 - Best Local Artiste
- 2003 - Best Performing Regional Female Artiste
- 2004 - Best Local Artiste
- 2005 - Best Local Female Artiste
- 2005 - Best Female Vocalist
- 2005 - Best Performing Regional Female Artiste
- 2005 - Y.E.S. 93.3FM Most Popular Song per 同类

TVB 8 Mandarin Music Awards (Hong Kong)
- 2000 - Best Newcomer